# Kwas trifluorooctowy
Kwas trifluorooctowy, TFA – organiczny związek chemiczny z grupy kwasów karboksylowych, około 10 tys. razy mocniejszy od kwasu octowego z powodu silnego efektu indukcyjnego trzech silnie elektroujemnych atomów fluoru.
Jest reagentem często używanym w syntezach organicznych z powodu kombinacji trzech cech: stosunkowo wysokiej lotności (temperatura wrzenia 72 °C), dobrej rozpuszczalności w rozpuszczalnikach organicznych oraz dużej mocy, porównywalnej z kwasami mineralnymi. Nie wykazuje właściwości utleniających i jest łatwo dostępny w formie bezwodnej. Często stosowany do usuwania kwasolabilnych grup ochronnych, np. podczas chemicznej syntezy peptydów.